# Тритонида
Тритонида (др.-греч. Τριτωνίς) — нимфа или лимнада озера Тритонида в Ливии в Африке.
По неканонической версии Тритонида была матерью богини Афины.
По другой версии, Афина родилась у реки Тритон (Τρίτων) в Беотии или в Ливии. По Павсанию ливийский Тритон в Ливии вытекал из озера Тритонида и впадал в Средиземное море. По Геродоту — впадал в озеро Тритонида. Геродот, описывая озеро Тритонида, соединяет описания Малого Сирта (ныне залив Габес) и солёного озера Эль-Джерид на юго-востоке Туниса.
Поэтому одним из эпитетов Афины является Тритонида (Τριτωνίς) или Тритогенея (Τριτογένεια).